# 1842 en littérature
| Années de la littérature : 1839 - 1840 - 1841 - 1842 - 1843 - 1844 - 1845    |
| Décennies de la littérature : 1810 - 1820 - 1830 - 1840 - 1850 - 1860 - 1870 |

Cet article présente les faits marquants de l'année 1842 en littérature.

## Évènements
- 5 janvier : mort du comte Hanski, le mari d'Ewelina Hańska. Honoré de Balzac ne peut se libérer pour la rejoindre que l'année suivante.
- 17 février : le chancelier Pasquier est élu à l'Académie française contre Alfred de Vigny. Pierre-Simon Ballanche est élu à un autre fauteuil.
- 19 mars : création décevante au Théâtre de l'Odéon des Ressources de Quinola, une pièce d'Honoré de Balzac.
- 21 avril : lors de sa réception à l'Académie française, Tocqueville, prononçant l'éloge de son prédécesseur, trouve l'occasion d'une réflexion historique sur l'Empire.
- 2 mai : Honoré de Balzac fait part de son enthousiasme pour le daguerréotype dans une lettre à Mme Hanska.
- 4 mai : à l'Académie française, Henri Patin est élu par 21 voix contre 9 à Alfred de Vigny et 3 à Sainte-Beuve.
- 18 juin : Gobineau se lie avec le professeur allemand Adelbert von Keller et commence avec lui une correspondance qui durera jusqu'à sa mort.
- 28 juin : à l'Académie française, Victor Hugo est élu directeur; Ballanche, chancelier.
- 21 juillet : Victor Hugo rédige et lit une Adresse au roi, étant directeur de l'Académie, à l'occasion de la mort du duc d'Orléans.
- 10 septembre-19 octobre : Victor Hugo rédige les Burgraves.
- Octobre : Honoré de Balzac dédie à Victor Hugo les Illusions perdues.
- 23 novembre : Victor Hugo lit Les Burgraves au Théâtre-Français. La pièce est reçue par 13 voix contre 1.

## Parutions

### Essais
- Victor Schœlcher : Des colonies françaises, abolition immédiate de l’esclavage

### Recueils
- 28 janvier : Victor Hugo, Le Rhin.

### Romans
- Les Fiancés (en italien I promessi sposi), roman historique d’Alessandro Manzoni, est publié dans sa version définitive.
- Le Hêtre aux Juifs : Scènes de la vie des montagnards westphaliens, en allemand Die Judenbuche, nouvelle de Annette von Droste-Hülshoff.

#### Auteurs francophones
- Honoré de Balzac : avant-propos de La Comédie humaine, La Femme de trente ans, Un début dans la vie, Sur Catherine de Médicis, Un épisode sous la Terreur, Albert Savarus, La Fausse Maîtresse
- Etienne Cabet (1788-1856) : Voyage en Icarie. Roman philosophique dans lequel on trouve la célèbre formule « À chacun suivant ses besoins. De chacun suivant ses forces ».
- George Sand : Consuelo et La Comtesse de Rudolstadt (1842-1844)
- Eugène Sue : Mystères de Paris paraît en feuilleton dans le Journal des débats (19 juin 1842-15 octobre 1843).

#### Auteurs traduits
- Baratinski : La Tsigane.
- Nicolas Gogol : Les Âmes mortes

### Poésie
- Gaspard de la nuit : Fantaisies à la manière de Rembrandt et de Callot d'Aloysius Bertrand (publication posthume)
- Premier recueil de poème en hébreu par Abraham Dov Lebensohn paru à Vilnius
- Théodore de Banville : Les Cariatides

### Récits de voyage
- Alexandre Dumas : Le Speronare.
- George Sand : Un hiver à Majorque.
- Jenaro Pérez Villaamil : España artística y monumental (premier des trois tomes).

## Principales naissances
- 26 janvier : François Coppée, poète, dramaturge et romancier français († 23 mai 1908)
- 18 mars : Stéphane Mallarmé, poète français († 9 septembre 1898)
- 24 juin : Ambrose Bierce, écrivain américain († vers 1914)

## Principaux décès
- 1er mars : Théodore Jouffroy, philosophe français (° 6 juillet 1796).
- 22 mars : Stendhal, écrivain français, 59 ans (° 23 janvier 1783).
- 23 mai : José de Espronceda, poète romantique espagnol (° 25 mars 1808).